# Alonella nana
Alonella nana är en kräftdjursart som först beskrevs av Baird 1850.  Alonella nana ingår i släktet Alonella och familjen Chydoridae. Inga underarter finns listade i Catalogue of Life.